# Корейські щоденні новини
The Korea Daily News («Корейські щоденні новини») — корейська англомовна газета, яка видавалась в Корейській імперії між 1904 і 1910 роками. Вона також опублікувала видання корейською змішаною писемністю та хангиль під назвою «Taehan Maeil Sinbo» (кор.: хангиль: 대한매일신보, ханча: 大韓每日申報).
Після кількох пробних випусків під назвою «Корея Таймс», газета офіційно почала виходити під назвою «Щоденні новини» 18 липня 1904 року. Її видавав Ернест Бетелл, який був підданий Британської імперії, він різко критикував посягання Японської імперії на корейський суверенітет який щороку посилювався. Після того як Японська імперія почало опосередковано керувати Корейською імперією в 1905 році, Ернест Бетелл був одним з небагатьох видавців газет, здатних критично писати про тогочасну Японську імперію, хоча він і газета зазнавали дедалі більших репресій з боку японської влади.
Газета «Корейські щоденні новини» була продана після смерті Ернест Бетелл в 1909 році та стала органом японського колоніального уряду під назвою «Маейль сінбо». Вона видавалася до звільнення Кореї в 1945 році, коли була захоплена окупаційними силами Сполучених Штатів та реорганізована в сучасну корейську газету «Сеульську Шінмун».
Деякі випуски газети «Корейські щоденні новини» англійською мовою та більшість корейських випусків знаходяться у вільному доступі на вебсайті Архіву корейських газет.

## Історія

### Заснування

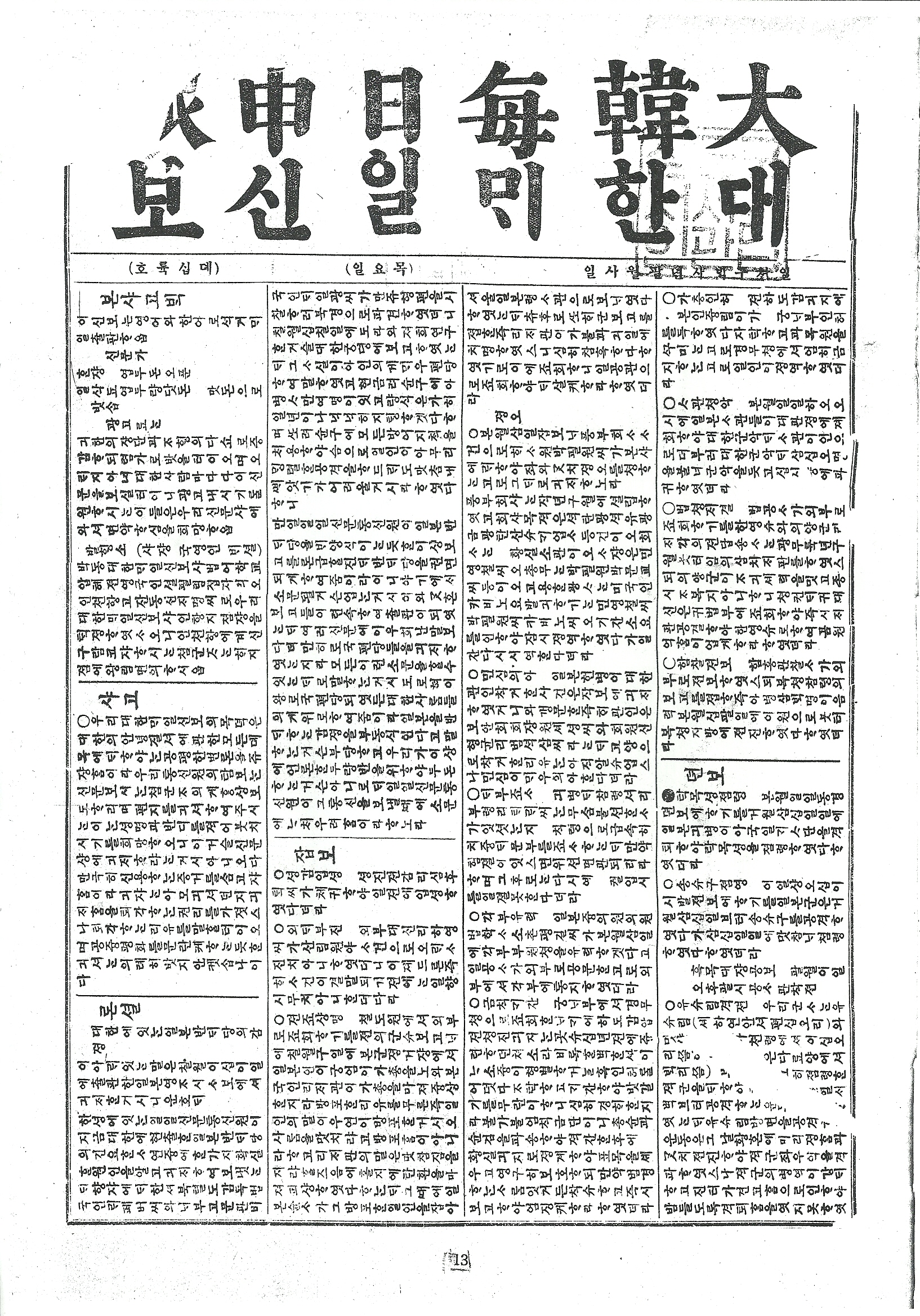
Титульна сторінка першого випуску журналу «Taehan maeil sinbo» (4 серпня 1904 року)

У 1904 році британських журналістів Ернеста Бетелла та Томаса Ковена було направлено до Корейської імперії для роботи в британській газеті «Дейлі кронікл». Приблизно в цей час Японська імперія посилювала своє втручання у внутрішні справи Корейської імперії, та посилила посягання на її суверенітет. Після звільнення з газети Ернеста Бетелла та Томаса Ковена почали планувати видання власної газети під попередньою назвою «Корея Таймс» (відрізнялася від пізнішої «The Korea Times»). Одначе Томаса Ковена таємно підтримував Японську імперію і, без відома Ернеста Бетелла, попередив японський уряд про заснування журналістами газети.
Журналісти Ернеста Бетелла та Томаса Ковена разом із корейським активістом за незалежність Ян Гі-таком, опублікувала перший пробний випуск «Корея Таймс», повністю англійською мовою, 29 червня 1904 року. Невдовзі після цього Коуен звільнився з газети та поїхав до Японської імперії, а газета змінила назву на «The Korea Daily News».Перший не пробний випуск під новою назвою був опублікований 18 липня 1904 року. Випуск мав шість сторінок, дві з яких були корейською та чотири англійською.
Як саме журналісти Ернест Бетелл та Томас Ковена фінансували власну газету невідомо. Імператор Корейської імперії Коджон справді фінансував Ернест Бетелл, переказуючи кошти через Антуанетту Зонтаг, власницю готелю «Зонтаг». Дехто припускав, що Ернест Бетелл фінансувався Російською імперією, яка була суперницею Японської імперії за панування на території Кореї, хоча Ернест Бетелл відкинув цю ідею. Для них фінансування все ще було недостатнім; у березні 1905 року друк газети було призупинено, оскільки він поїхав до Японської імперії, щоб купити друкарню та спробувати зібрати гроші. В майбутньому друк газети відновився до 11 серпня,, одначе цього разу з окремими корейською та англійською версіями.

### Увага з боку Японської імперії
Після того як Корейська імперія в листопаді 1905 року була змушена підписати «Японо-корейський договір про протекторат», японський контроль над Корейським півостровом посилився. Корейські газети після підписання договору почали цензуруватися японським генерал-резидентом Кореї. Ернест Бетелл, як підданий Британської імперії зміг уникнути японської цензури та продовжувати видавати свої газети. Однак японська окупаційна влада почала його переслідували. Сучасний канадський журналіст Фредерік Артур Маккензі писав:
Японці робили його життя якомога незручнішим і робили все можливе, щоб перешкодити його роботі. Його пошту постійно підробляли; його слугам погрожували або їх заарештовували під різними приводами, а його домогосподарство зазнавало найщільнішого шпигунства. Він виявляв дивовижну наполегливість і тримався місяць за місяцем, не показуючи жодних ознак поступок.
Корейський імператор Коджон та інші корейські високопосадовці вихваляли Ернеста Бетелла та вважали його героєм. 10 лютого 1906 року Імператор Коджон передав Ернесту Бетеллу рукописну записку, в якій призначив його відповідальним за комунікації та пресу Корейської імперії та субсидував його витрати.
21 лютого 1907 року корейська газета «Корейські щоденні новини» опублікувала листа, який започаткував корейський «Рух за погашення національного боргу»: масові зусилля щодо погашення боргів Корейської імперії перед Японською імперією, щоб уникнути ймовірного японського військового вторгнення. Ця газета стала головним поборником цієї кампанії. Її співробітники створили асоціацію (국채보상지원금총합소) для управління отриманими пожертвами. У травні того ж року вони запропонували розмістити «Нову народну асоціацію» Ан Чхан Хо, захистивши її від переслідувань з боку Японської імперії за допомогою імунітету Ернест Бетелл.
23 травня 1907 року корейська газета «Korea Daily News» заснувала повністю хангильську цієї газети, поряд з оригінальною версією, яка писалася як ханджа, так і хангилем. У серпні того ж року, коли Армію Корейської імперії було насильно розформовано (ліквідовано), імпровізовані корейські ополчення, яких називали «праведними арміями», підняли збройне повстання. Газета «Korea Daily News» присвячувала значну частину своїх репортажів приблизно в цей час їхній діяльності та закликала цивільних осіб приєднатися до боротьби. До 27 травня 1908 року тираж газети досяг 13 256 примірників (8 143 змішаним шрифтом, 4 650 хангилем та 463 англійською мовою), ці наклади газети були більшими ніж всіх інших корейських газет разом узятих.
У 1907 році японська окупаційна влада опублікувала «Закон про газети», який частково торкався корейської газети та встановив різні обмеження для корейців, які її купували. Ернест Бетелл двічі заарештовували британці та судив британський суд на прохання уряду Японської імперії. Через це Ернест Бетелл передав право власності на корейську газету своєму помічнику редактора Альфреду В. Марнему, який продовжував критично висвітлювати дії Японської імперії. Зрештою, Ернест Бетелл виграв другий судовий процес у Верховному суді Великої Британії у справах Китаю у грудні 1908 року та одразу повернувся, до Кореї, щоб продовжити писати репортажі в корейській газеті. Одначе через кілька місяців він помер, ймовірно, через нездоровий спосіб життя та стрес від ув'язнення. Повідомляється, що його останніми словами були: «Навіть якщо я помру, „Корейські щоденні новини“ житиме й допомагатиме корейському народу». 

### Перейменування на «Maeil sinbo»
21 травня 1910 року компанія «Marnham» закрилася під тиском Британської імперії та Японської імперії. Власник таємно продав газету колишньому співробітнику І Чанхуню (이장훈, 李章薰) за 40 000 вон золотом та покинув територію Корею. Випуск від 14 червня 1910 року — 1408-й випуск газети — відображає це, де ім'я Лі вказано як редактора. Ян та інші корейські активісти за незалежність пішли у відставку та публічно засудили газету як пропагандистський витвір Японського окупаційного правління. Газета припинила виходити англійською мовою та потрапила під суворий контроль Японської імперії. Її останнім випуском був 1461-й випуск зі змішаним шрифтом та 938-й випуск хангилем. Вона змінила свою назву на «Маейль сінбо» (매일신보, 每日申報) 30 серпня 1910 року, і згодом була інтегрована до складу японської газети «Кейдзьо ніппо». 

## Нотатки
1. ↑  『나는 죽을지라도 대한매일신보는 영생(永生)케 해 한민족을 구하라.』